# New World Order
El New World Order (normalmente acortado a nWo) fue un stable de lucha libre profesional, originalmente compuesto de "Hollywood" Hulk Hogan, Kevin Nash y Scott Hall, mejor conocido por sus apariciones en la empresa World Championship Wrestling (WCW) desde mediados hasta fines de los años 1990.
El stable se originó en WCW con el gimmick de un grupo de luchadores no contratados buscando tomar el dominio y control de la WCW a la manera de una pandilla callejera. El grupo posteriormente apareció en la World Wrestling Entertainment (WWE) en 2002, tras la compra de la WCW por la WWE.
El angle de nWo se volvió una de las fuerzas más influyentes en el éxito de la WCW desde 1996 hasta a fines de la década de 1990 y fue instrumental en transformar la lucha libre estadounidense en un producto más maduro y dirigido a un público adulto, y se volvió la fuerza principal que hizo que la WCW superara a la WWE en las Monday Night Wars («Guerra de los lunes por la noche») durante 84 semanas consecutivas hasta la recuperación de WWF/E con la llegada de la Attitude Era. 
El storyline de la nWo es generalmente considerada uno de los angles más exitosos en la historia de la lucha libre profesional moderna, generando algunas imitaciones y parodias, incluyendo a grupos como la bWo, lWo y jWo. El grupo dominó la programación de la WCW a través del final de la década y continuó su dominio hasta la disolución de la WCW en 2001.
En diciembre de 2019, se anunció que la nWo sería incluida en el Salón de la Fama de la WWE de la clase 2020, con los miembros fundadores Hogan, Hall, Nash, así como el sexto miembro Sean Waltman, como miembros incluidos.

## Concepto
La storyline del nWo fue una idea creada por el Vice Presidente Ejecutivo de la WCW Eric Bischoff, cuya inspiración vino después de asistir al evento Battle Formation de New Japan Pro Wrestling en el Tokyo Dome el 29 de abril de 1996. El evento tuvo de lucha principal de NJPW vs. UWFi por el Campeonato Peso Pesado IWGP, en el que Shinya Hashimoto de NJPW derrotó a Nobuhiko Takada de UWFi. Bischoff quería hacer un storyline de una invasión donde la World Championship Wrestling (WCW) estaba siendo saboteada por otro grupo de lucha libre, inicialmente siendo insinuada la WWF, ya que los miembros fundadores de la nWo habían luchado para dicha empresa. La nWo fue originalmente retratada como una entidad separada de la World Championship Wrestling (WCW). Frecuentemente, las vignettes con estilo propagándistico y comerciales de productos que concernían a la nWo eran presentadas en el estilo de una intrusión en la señal de transmisión, con una voz proclamando, "el siguiente anuncio ha sido pagado por la New World Order". Otros, como Kevin Nash, el director de televisión Craig Leathers, el booker de la WCW Terry Taylor, y sus asistentes Kevin Sullivan y Paul Orndorff, todos contribuyeron sus propias ideas para el concepto de la nWo.

## Historia

### World Championship Wrestling

#### Formación
En la edición de Nitro del 27 de mayo de 1996 Scott Hall apareció en Macon, Georgia la cual estaba emanando desde el Macon Coliseum mientras The Mauler y Steve Doll estaban luchando, Hall emergió del público y entró al ring, poniendo fin a la lucha y pidiendo el micrófono al anunciador. "Ustedes saben quien soy yo", dijo Hall a un público atónito, "pero no saben por que estoy aquí". Él había dado el discurso que decía "¿Quieren una Guerra?", declarando que él y aliados sin nombrar tenían un desafío para Eric Bischoff, Vice Presidente Ejecutivo de la WCW y cualquier luchador de la misma. Mientras el episodio llegaba a su término, Hall acosaba a Bischoff, quién también era el anunciador principal de Nitro en ese momento, en la cabina de transmisión y exigió que le dijera al dueño de la WCW, Ted Turner, que eligiera a tres de sus mejores luchadores para "una guerra". A la semana siguiente, Hall dijo tener una "enorme sorpresa" para el luchador Sting. En el siguiente episodio de Nitro, se revelo que la "gran sorpresa" era Kevin Nash. Y ambos fueron denominados The Outsiders, apareciendo al azar en eventos de la WCW para causar problemas e inevitablemente ser expulsados por seguridad de la WCW.
A pesar del hecho de que tanto Hall como Nash eran empleados de la WCW, la storyline implicaba que eran luchadores de la WWF "invadiendo" la WCW, esto fue una preocupación suficiente para WWF que consideró emprender acciones legales por el actuar de Hall y Nash. Hall era la mayor preocupación para la WWF, ya que no se había distanciado por completo de su personaje de Razor Ramon actuando aún como Razor y hablando con su acento cubano-americano. La WCW intentó abordar estas preocupaciones en el evento de The Great American Bash en junio de 1996 haciendoles preguntas directas a The Outsiders. Bischoff les prometió una lucha en el proximo evento, y luego preguntó directamente a Hall y Nash si trabajaban para la WWF, a lo cual ellos dijeron que no. La WWF, aún insatisfecha, realizó una demanda, diciendo que Bischoff había propuesto luchas interpromocionales que podrían emitirse en TBS asociando las dos empresas entre sí. También en el evento The Great American Bash, tanto Hall y Nash presionaron a Bischoff para que nombrara a los tres representantes de su compañía para su inminente combate. Bischoff dijo que había encontrado a tres hombres que responderían a su desafío, pero no los nombraría. Bischoff realizó un sorteo en el siguiente Nitro para determinar los representantes de la WCW, siendo Sting, Lex Luger y Randy Savage los elegidos.

#### Hostile Takeover Match
La lucha que Bischoff prometió, una lucha en parejas de seis hombres, fue anunciado como Hostile Takeover Match, y estaba programado como el evento principal de Bash at the Beach en el Ocean Center en Daytona Beach, Florida para el 7 de julio de 1996. En el evento Hall y Nash vinieron al ring por sí solos, dejando abierta la especulación sobre quién era el tercer hombre. Luego, el equipo de WCW entró con los tres miembros con la cara pintada como señal de solidaridad. 
Luger fue lesionado (en kayfabe), poco después de que la lucha iniciara y tuvo que ser removido en una camilla. La lucha llegó a su clímax, aproximadamente a los dieciséis minutos, poco después de un relevo tardío de Sting a Savage. Savage paso al ataque, golpeando a The Outsiders con repetidos golpes. Sin embargo, mientras el árbitro Randy Anderson revisaba a un Hall derribado, Hall agarró su camisa permitiendo a Nash darle un golpe bajo a Savage, por lo que se derribaron ambos hombres a la lona. Con los cuatro caídos, el árbitro no tenía mas alternativa que darles el conteo de diez segundos, ya que no vio el golpe bajo. Al iniciar su conteo, la atención de los fanáticos se dirigió en el área de entrada cuando Hulk Hogan entraba y caminaba hacia el ring ante un enorme rugido del público. Hall lo vio e inmediatamente huyó del ring. Hogan, quién no había estado en la televisión de la WCW por un tiempo, entró al ring para ahuyentar a Nash, mientras rompía su propia camiseta, como lo había hecho en varias ocasiones antes.
Con los fanes apoyando a Hogan salvajemente, este se paró en la esquina más cercana a Savage y luego lo atacó con su Atomic Leg Drop, dejando al público en silencio y volviéndose heel por primera vez desde sus días en la AWA en 1981. Los Outsiders volvieron al ring para celebrar con su compañero ahora revelado cuando Hogan realizaba su movimiento sobre Savage por segunda vez, y después de que los tres hombres se dieran la mano. Hogan arrojó al árbitro del ring y golpeó a Savage por última vez. El resultado oficial de lucha terminó sin resultado y Savage tuvo que ser sacado del ring por un agotado Sting. Tras la lucha, Gene Okerlund subió al ring y entrevistó a Hogan.

Gene Okerlund: Hulk Hogan, disculpa! Perdóneme. Que demonios estás pensando?
Hulk Hogan: Mean Gene, lo primero que necesitas hacer es decirle a estas personas que se callen si quieren escuchar lo que tengo que decir!
Okerlund: He estado contigo por muchos años, y para que te unas con estos dos hombres me enferma el estómago! Y pienso que estas personas aquí (apunta al público) y muchas otras personas en el mundo han tenido suficiente de este hombre (apuntando a Nash), y de este hombre (apuntando a Hall), y tú quieres formar parte de este grupo? Tienes que estar bromeando.

Hogan:  "Bueno, lo primero que deberás reconocer, hermano, es que aquí está el futuro de la lucha libre! Puedes llamar a esto el nuevo orden mundial de la lucha libre, hermano!"

Hogan continuó, recordándole a todos sobre la "gran organización del norte" de donde Hall y Nash habían venido y que él también había estado ahí y como hizo de dicha empresa un nombre reconocido. Hogan prosiguió con su firma de contrato con la WCW en 1994.

Hogan: Y entonces multimillonario Ted, amigo, el quería hablar de negocios con Hulk Hogan. Bueno, multimillonario Ted me prometió películas, hermano. El multimillonario Ted me prometió millones de dólares. Y el multimillonario Ted me prometió luchas de calibre mundial. Y en lo que respecta al multimillonario Ted, Eric Bischoff y toda la WCW, ¡estoy aburrido, hermano!

Luego declaró que Hall y Nash era el tipo de personas que en verdad quería como amigos y que juntos, los tres se harían cargo de World Championship Wrestling (WCW) y destruirían todo lo que encuentren a su paso. En ese instante, Okerlund le pidió a Hogan que mirara la basura alrededor del ring y le dijo que él podía esperar más de esto si elegía asociarse con Hall y Nash (sugiriendo sutilmente a Hogan que debería reconsiderarlo una vez más). Hogan ignoró a Okerlund y lanzó una diatriba contra los fanes mientras seguía atacando verbalmente a Bischoff y algunos de los nuevos talentos que los fanes animaban.

Okerlund (apuntando a la basura en la lona): Mira toda esta basura en el ring! Esto es lo que te depara el futuro para ti, si quieres andar con personas como este hombre (Hall) y este hombre (Nash).
Hogan: Por lo que a mí me concierne, toda esta basura en el ring, representa a estos fans de aquí! Por dos años, hermano! Por dos años, mantuve mi cabeza en lo alto! Hice todo por las organizaciones benéficas! Hice todo por los niños! Y la recepción que tuve cuando llegué aquí, ustedes fans pueden metérsela, hermano! Por que, si no fuera por Hulk Hogan, ustedes no estarían aquí! Si no fuera por Hulk Hogan, Eric Bischoff, todavía estaría vendiendo carne de un camión en Minneapolis! Y, si no fuera por Hulk Hogan, todos estos novatos que ves aquí, la lucha libre no estaría aquí! Yo estaba vendiendo el mundo, hermano, mientras ellos estaban poniendo gasolina en su auto para ir a la secundaria! Entonces como estarán las cosas ahora, hermano, con Hulk Hogan, y la nueva organización mundial de la lucha libre, hermano, yo y la nueva sangre a mi lado... ¿Qué vas a hacer, hermano, cuando la nueva organización mundial se vuelva loca en ti?

Hogan, Hall y Nash intentaron atacar a Okerlund inmediatamente; pero rápidamente lo dejaron ir después de que Okerlund amenazó con demandarlos si no lo hacían. El evento cerró con los tres luchadores continuando su provocación a los fans, quienes les abucheaban y arrojaban basura. Concluyendo el evento, un perplejo Tony Schiavone dijo: "Hulk Hogan, te puedes ir al infierno... Directo al infierno". 
La noche después de Bash at the Beach, Hall y Nash aparecieron en Nitro sin Hogan, intentando atacar a Sting, Arn Anderson y Randy Savage, pero fueron retenidos por la seguridad de la WCW. En la edición del 15 de julio de 1996 de Nitro, Hogan regresó y ayudó a Hall y Nash a atacar a Lex Luger y Big Bubba Rogers durante el evento principal de Nitro. Luego hizo un desafío al entonces Campeón Peso Pesado Mundial de la WCW, The Giant, para Hog Wild en agosto. En el episodio del 29 de julio de 1996 de Monday Nitro, The Outsiders atacaron a Arn Anderson, los American Males (Marcus Bagwell y Scotty Riggs) y Rey Misterio Jr., a quien Nash arrojó a este último contra el costado de un camión de producción de WCW antes de irse en una limusina. La siguiente semana tras hartarse de los ataques constantes de The Outsiders tanto Sting como Luger se unieron para retarlos a una lucha de equipos en Hog Wild.

#### Hogan se vuelve campeón y el secreto de Bischoff es revelado
En Hog Wild, The Outsiders derrotaron a Luger y Sting cuando el árbitro Nick Patrick aparentemente cayó en la pierna de Luger mientras este aplicaba el Torture Rack a Hall, permitiendo que Hall lo inmovilizara y en el evento principal, el recién rebautizado "Hollywood" Hulk Hogan (frecuentemente acortado a Hollywood Hogan) ganó la lucha después de noquear a The Giant con su cinturón. Tras la lucha, Hogan renombró el título como el Campeonato Mundial Peso Pesado de la nWo pintando el acrónimo del grupo en letras grandes en la parte central del cinturón. 
Despues de los eventos ocurridos en Hog Wild se empezo a cuestionar al árbitro Nick Patrick por sus acciones en los meses siguientes, casi dos semanas después de Hog Wild, Ted DiBiase hizo su debut en la WCW, declarándose así mismo el financiero y portavoz de la nWo, y recibió el apodo de "Trillionaire Ted". En la edición de Nitro del 2 de septiembre, la nWo obtuvo su quinto miembro de la WCW como The Giant, quién hace dos semanas atrás perdió su título ante Hogan, The Giant traicionó a sus compañeros de Dungeon of Doom y atacó a Four Horsemen y Randy Savage. A medida que se acercaba el evento Fall Brawl, la WCW se preparaba para otra batalla contra la nWo. 
En el episodio de Nitro del 9 de septiembre, la nWo engañó a fans y luchadores creyendo que Sting se había unido a la nWo al poner al luchador Jeff Farmer en el grupo como un clon de Sting, completo con atuendo y pintura facial del mismo. Este punto fue enfocado cuando Farmer, como el nWo Sting atacó a Luger, quién había sido llamado por el árbitro Nick Patrick al estacionamiento. Esto llevó a Luger, el aliado de antaño y compañero en parejas de Sting, a cuestionarlo públicamente. Por otro lado Randy Savage quería vengarse del ataque sufrido a manos de The Giant y lo reto a un encuentro en Fall Brawl.   
En Fall Brawl, mientras el Team WCW estaba siendo entrevistado, Sting le dijo a sus compañeros que él no tenía nada que ver con el ataque, pero Luger no le creyó. Antes de la lucha, sólo tres luchadores en cada lado habían sido anunciados oficialmente: Hogan y The Outsiders de la nWo, contra Luger, Arn Anderson, y Ric Flair de Team WCW. En el evento The Giant derroto a Randy Savage gracias a la intervención del resto de los miembros de la nwo. Mientras tanto Sting había sido anunciado como el cuarto hombre por la WCW, pero su participación estaba en duda. El cuarto hombre de la nWo fue de hecho nWo Sting, quién convenció a todos (incluyendo al equipo de transmisión) que el verdadero Sting era del nwo. El verdadero Sting apareció momentos después como el último hombre del Team WCW y atacó a la nWo por su cuenta. Después de atacar a Hogan, Hall, Nash y el nWo Sting, Sting abandono el ring y al Team WCW, gritándole a Luger quien parecía disculparse diciéndole: "¿Ahora me crees?". El equipo de WCW, ahora luchando en un partido de desventaja de 4 contra 3, perdió cuando el nWo Sting encerró a Lex Luger en el Scorpion Death Lock.
A la noche siguiente en Nitro, un enfadado Sting arremetió contra sus amigos luchadores, así como contra los fanáticos por dudar de sus verdaderos colores. Él vino inesperadamente, sin música ni pirotecnia, y mantuvo su espalda frente a la cámara a propósito mientras hablaba:

Sting: Quiero tener la oportunidad de explicar algo que sucedió en la última noche del lunes en Nitro. El último lunes en la noche, estaba en el avión volando desde L.A. hasta Atlanta. Cuando llegué a Atlanta, sintonize Nitro en la TV. Y pensé que estaba viendo una repetición! Era una película muy convincente. Frecuemente imitado, pero nunca duplicado! Y que más vi yo? Vi gente, vi luchadores, vi comentaristas, y vi a mis mejores amigos DUDAR... del Stinger. Es verdad, dudaron del Sting! Así que escuché a Lex Luger decir, 'Yo sé donde vive él, yo sé donde se ejercita, yo voy a buscarlo.' Así que me dije a mí mismo, me recluiré. Esperaré y veré que pasa en Saturday Night, y sintonicé el sábado por la noche, y que veo? Más de lo mismo... más DUDA. Lo que me trae a Fall Brawl. Yo sabía que tenía que ir a Fall Brawl, y enfrentarme cara a cara con el Total Package para hacerle saber que no era yo. Y lo que obtuve fue: 'No Sting... YO NO TE CREO STING!' Bueno, todo lo que debo decir es que he sido mediador, he sido la niñera de Lex Luger, y le he dado el beneficio de la duda por miles de veces en los últimos doce meses. Y he llevado el banderín de la WCW, y he dado mi sangre, mi sudor y mis lágrimas por la WCW! Entonces, para todos esos fanáticos, y todos esos luchadores, y la gente que nunca dudó del Stinger, yo estoy con ustedes, si ustedes están conmigo! Pero a toda la gente, todos los comentaristas, todos los luchadores, y todos los mejores amigos que dudaron de mí, pueden metérsela! Desde ahora en adelante, yo me considero un agente libre, pero eso no significa que no verán al Stinger; de momento a otro; yo apareceré cuando menos lo esperen.

Tras esto, Sting se mantendría alejado del ring por casi quince meses, y en el proceso, dejaría sus lealtades en la mesa para que cualquiera de los lados intentara moverlo a la de ellos. La nWo intentó reclutarlo, aunque nunca removieron el nWo Sting del grupo. Mientras el personaje de Sting y su look evolucionaban, también el personaje de Farmer lo hacía. En la misma noche que Sting dio su discurso, la nWo incorporó a su sexto miembro oficial al grupo, Syxx. 
En el episodio del 23 de septiembre, la nWo presentó a Vincent como su "jefe de seguridad". Mientras tanto, The Giant le robó el Campeonato Peso Pesado de los Estados Unidos a Ric Flair y lo declaró como suyo. Ante esta situación Jeff Jarrett quien tenia las intenciones de unirse a Four Horsemen le dijo a Ric Flair que se haría cargo del Giant en Halloween Havoc y que recuperaría su campeonato.
En el siguiente Nitro otro feudo que se genero para el evento de Halloween Havoc fue el de Syxx contra Chris Jericho; por otro lado The Outsiders tuvieron un feudo contra Harlem Heat por sus campeonatos en pareja y se pacto una lucha entre ellos para el evento. En camino hacia Halloween Havoc, se genero un feudo entre Randy Savage y Hogan por la interferencia del nWo en el evento anterior pactandose entre ambos una lucha por el campeonato de Hogan. En el feudo involucraron a Miss Elizabeth a quien forzaron unirse al nWo como la valet de Hogan.
La nWo siguió dominando la WCW, con Hogan defendiendo el Campeonato Mundial Peso Pesado de la nWo contra “Macho Man” Randy Savage y el equipo de Hall y Nash ganando el Campeonato Mundial en Parejas de la WCW de Harlem Heat en Halloween Havoc. Además, en el mismo evento The Giant derrotó a Jeff Jarrett por descalificación después de que Ric Flair atacara a Giant durante la lucha. Y Syxx también derroto a su oponente cuando este estaba discutiendo con el árbitro Nick Patrick sobre sus conteos lentos, el aprovechó la oportunidad para golpear a Jericho y llevarse la victoria. Después del partido entre Hogan y Savage, Roddy Piper, a quien la WCW acababa de fichar, vino al ring para confrontar a Hogan.
Piper buscaba luchar contra Hogan la noche siguiente en Nitro, en el storyline, la WCW sólo reconocía a Hogan, Nash y Hall como empleados de la World Championship Wrestling (WCW) debido a que estos tenían los campeonatos de la WCW, y los otros miembros de la nWo no eran reconocidos como empleados de la WCW; debido a esto, eran incapaces de luchar contra otros luchadores de la WCW. Esto llevó a la nWo a tener un segmento en Saturday Night, llamado nWo Saturday Night, donde los miembros de la nWo luchaban contra jobbers locales. La nWo también utilizaba su financiamiento para comprar tiempo durante la programación de la WCW, la cual llegaba la propaganda anti-WCW de bajo presupuesto, o "secuestrar" la señal de transmisión.
El árbitro Nick Patrick tras varios meses atras de ser cuestionado por sus acciones, se volvió oficialmente el árbitro del nWo después de empezar a mostrar mas parcialidad hacia los miembros de la nWo durante sus luchas. Ante los acontecimientos ocurridos en el evento anterior se anuncio en el episodio del 11 de noviembre de Nitro de que Jarrett se enfrentaría a Giant en una revancha en World War 3. En el mismo episodio de Nitro, Patrick descalificó a Jericho en un combate contra Konnan cuando Konnan pateó a Jericho contra Patrick. En el episodio del 16 de noviembre de Saturday Night, Jericho desafió a Patrick a un combate en World War 3, con un brazo de Jericho atado a su espalda.
El 18 de noviembre de 1996, Nitro estaba en vivo en el Florence Civic Center en Florence, South Carolina y abrió el show con Hall y Nash atacando físicamente a The Nasty Boys (Brian Knobbs y Jerry Sags), High Voltage (Robbie Rage y Kenny Kaos), Cíclope, y Galaxy, para posteriormente forzar a Tony Schiavone a marcharse después de que estos lo amenazaran. Tras el ataque ocurrido por parte de The Outsiders, The Nasty Boys y Faces of Fear retaron a ellos por sus campeonatos en el evento World War 3. Mientras el programa llegaba a su segunda hora, Hogan y su grupo acosó a Bischoff en la mesa de comentaristas y le forzó a decir que Hogan era mejor que Piper, quién todavía buscaba una lucha contra Hogan, pero Bischoff no había realizado todavía el contrato. Al final del episodio, Piper y Bischoff discutían en el ring, mientras Piper seguía molestando a Bischoff, The Giant entro a escena y agarró a Piper por detrás. Fue seguido por Syxx, Vincent, y The Outsiders, quienes entraron para detener a Piper de atacar a Bischoff. Finalmente, Hogan y DiBiase salieron y revelaron al mundo que Eric Bischoff, a pesar de las apariencias, había sido un miembro de la nWo todo el tiempo. 
En World War 3 Jericho derroto al arbitro de la nWo Patrick, Giant logro derrotar a Jarrett gracias a la interferencia de Sting quien regresó con un nuevo atuendo bajo una pintura de cuervo. En el evento hubo un segmento en que el campeón mundial de peso pesado Hollywood Hogan y Piper firmaron un contrato para un combate de lucha no titular en el evento Starrcade en diciembre. En la penultima lucha The Outsiders defendieron sus campeonatos de pareja ante Faces of Fear y The Nasty Boys, el evento principal fue la batalla real donde Lex Luger quien se  quedó solo junto a los miembros del nWo Kevin Nash, Scott Hall, Syxx y The Giant. Fue eliminado por Giant, ya que Luger eliminó a Hall y Syxx y luego aplicó su Torture Rack a Nash, tras su descuido Giant aprovecho y arrojó a ambos hombres por encima de la cuerda superior para ganar la batalla real.
A la noche siguiente del 25 de noviembre en Nitro, Bischoff permanentemente dejó la cabina de transmisiones, y su personaje pasó a ser un tirano egomaníaco como vicepresidente ejecutivo de la World Championship Wrestling (WCW), además de figurar como mánager y reemplazar a DiBiase como el vocero de la nWo mientras DiBiase manejaba la financiación. En el programa, Bischoff lanzó un ultimátum a todos los luchadores de la World Championship Wrestling (WCW): Debían unirse a la nWo dentro de treinta días. Ni bien termino de hacer su promo The American Males vinieron hacia el ring pero solo Marcus Bagwell (rebautizado como Buff Bagwell) se unio al nWo, ya que ataco a su compañero. Faces of Fear continuó su rivalidad con The Outsiders después del evento anterior, lo que llevó a una lucha entre los dos equipos por el Campeonato Mundial en Parejas en Starrcade.
En el episodio del 9 de diciembre en Nitro durante una lucha entre Mr. Wallstreet y Mike Enos, Ted DiBiase se acerca al ring con la intencion de reclutar a un nuevo miembro de la nWo a traves de un contrato, enseñando primero a Mike el contrato solo para distraerlo, aprovechando Wallstreet para poder derrotarlo al final del encuentro DiBiase le entrega el contrato a Wallstreet haciendo que este se una al nWo. La eliminación de Lex Luger por parte de Giant para ganar la batalla real llevó a los dos a firmar un contrato en el mismo episodio para un partido en Starrcade.
El 16 de diciembre en Nitro el luchador japonés Masahiro Chono se presento inicialmente como un agente de Sonny Onoo, sin embargo le dio la espalda y revelo que era un miembro de la nWo, y se estableció así mismo como líder de nWo Japan, un stable hermano que apareceria en la NJPW. Mas tarde en el evento central se daba un combate entre The Outsiders y The Faces of Fear, Big Bubba Rogers interfirio a favor de The Outsiders atacando a sus oponentes y uniendose al nWo, despues de lo sucedido los demas luchadores de la WCW vinieron a ayudarles, sin embargo tambien aparecieron los demas miembros del nWo para igualar el ataque, entre los ataques de ambos bandos el luchador Scott Norton traiciono a la WCW y se unio con los miembros del nWo.
En Starrcade The Outsiders derrotaron a The Faces of Fear reteniendo sus campeonatos, en el mismo evento luego de múltiples intentos para hacer que Diamond Dallas Page se uniera, Hall y Nash atacaron a Page en la final del torneo por el Campeonato Peso Pesado de los Estados Unidos contra Eddie Guerrero, costándole la lucha. La nWo quedó con la posesión física del título, la cual fue otorgada a Syxx. Por otra parte Luger derroto a Giant con la ayuda del bate que habia dejado Sting en el ring y en el evento principal, Piper derrotó a Hogan. 
El 30 de diciembre en Nitro, Hogan empezo a comentar su derrota ante Piper culpando a Giant por no ayudarlo, The Giant quien habia ganado la batalla real se convirtio en el contendiente número 1 pero estaba descontento con la forma en que nunca se le dio una oportunidad por un combate por el Campeonato Mundial Peso Pesado de la WCW exigiendole a Hogan, pero Hogan lo habia ignorado. Piper salio y se dirigio al ring para confrontar a Hogan ante esto los demas miembros del nWo aparecieron para atacar a Piper, incluido Giant quien se rehusó a atacar a Piper ante esta reaccion Hogan se molesto y le empezo a bofetear la cara logrando que Giant se enoje y lo agarre por el cuello, al final se calma y lo suelta cuando Hogan procede a retirarse con los demas miembros del nWo, estos regresan y atacan a Giant expulsandolo del nWo.

#### Éxito y control de WCW
En el episodio del 4 de enero de 1997 en Saturday Night, se anunció que Hogan defendería el Campeonato Mundial Peso Pesado de la WCW contra Giant en nWo Souled Out. En el evento anterior, Eddie Guerrero habia ganado el vacante Campeonato Peso Pesado de los Estados Unidos de la WCW gracias a la interferencia del nWo, sin embargo en ese mismo evento Guerrero confrontó a Syxx y The Outsiders por interferir en su combate siendo atacado Guerrero por el trio y le robaron su título recién ganado. Mas tarde se anunció que Guerrero defendería el título contra Syxx en nWo Souled Out.
En el episodio del 13 de enero de Nitro, Giant se enfrentó a Hogan en una lucha sin el título que terminó sin competencia cuando los demas miembros del nWo atacaron a Giant. Por el mes de noviembre Eric Bischoff habia dado un ultimátum a todo el roster de WCW de que se convertirían en objetivos de la nWo si no se unían al grupo llegando despues The American Males para aceptar la oferta, Riggs dudó en aceptarlo mientras que Bagwell aceptó traicionando a su compañero esto preparó una lucha entre Bagwell y Riggs en Souled Out.
En el evento nWo Souled Out presentado por la nWo, Bagwell derroto a Riggs, mientras que The Outsiders perdieron sus títulos contra los The Steiner Brothers. El campeon Guerrero retuvo su Campeonato Peso Pesado de los Estados Unidos contra Syxx en una lucha de escaleras, y en el evento principal entre Hogan y The Giant terminó sin competencia debido a que el árbitro Nick Patrick se negó a contar el pinfall como consecuencia Hogan retuvo su título. 
Por el mes de enero, Hiroyoshi Tenzan y Hiro Saito quienes eran ambos compañeros de equipo de Chono en la empresa japonesa NJPW se convirtieron en miembros fundadores de NWO Japan, ya que Chono se habia unido a la nWo en diciembre de 1996. En el episodio del 27 de enero de Monday Nitro, Bischoff les devolvió los títulos a The Outsiders tras declarar que Randy Anderson, quién fue a oficiar la lucha, luego de que Patrick fuera noqueado, no era árbitro oficial. Bischoff posteriormente despidió a Anderson por sus acciones. Más tarde esa noche, The Giant derrotó a Roadblock y desafió a Hollywood Hogan a una revancha por el Campeonato Mundial Peso Pesado de la WCW. Lex Luger declaró su intención de ponerse del lado de Giant contra la nWo. Hogan fue descalificado en la pelea por el título contra Giant después de la interferencia externa de Outsiders, pero Luger acudió al rescate de Giant, preparando una defensa del título de Outsiders contra Luger y Giant en SuperBrawl VII.
En el episodio del 3 de febrero de Monday Nitro, Hogan desafió a "Rowdy" Roddy Piper a un combate, en el que acordó poner en juego su Campeonato Mundial Peso Pesado de la WCW. Más tarde esa noche, Piper y Hogan tuvieron un enfrentamiento en el que Piper intentó abandonar la arena, pero Hogan insultó a Piper frente a su hijo Colt. Después de ayudar a su hijo a salir del ring, Piper se enfrentó a Hogan y aceptó el desafío para el combate en SuperBrawl VII. 
En SuperBrawl VII, Syxx derrotó a Dean Malenko ganando el Campeonato de peso crucero, mientras The Outsiders perdieron sus títulos ante Lex Luger y The Giant. Más tarde esa noche en el evento central, Hogan defendió con éxito su título contra Roddy Piper gracias a la interferencia de "Macho Man" Randy Savage, quien después de semanas de vagar con Sting como "agente libre", ayudó a Hogan a ganar. Savage participó en una paliza posterior al partido de Piper. 
En el episodio del 24 de febrero de 1997 en Monday Nitro, Savage ayudó a The Outsiders a vengarse de DDP atacándolo por detrás mientras lo distraían uniendose de manera oficial al nWo, Miss Elizabeth quien ya había estado con el NWO durante meses parecía acosada y miserable pero cuando Macho se unió al NWO, ella parecía más feliz y comenzó a administrarlo. Más tarde, Bischoff devolvió los títulos por equipos a the Outsiders, ya que Luger se había lesionado y no estaba autorizado para luchar en el combate de SuperBrawl. Lex Luger y The Giant acordaron devolver los títulos de parejas que ganaron en Superbrawl a the Outsiders a cambio lanzaron un desafío para un combate por equipos en el que "el ganador se lo lleva todo" en Uncensored.
Dos semanas después, en el episodio del 3 de marzo de Nitro, el vicepresidente de Turner Sports, Dr. Harvey Schiller "suspendió" a Bischoff por abuso de su cargo. Tambien, se confirmo que Piper tenga su propio equipo y participe en el combate por equipos convirtiendose en un combate de eliminación triangular. En el episodio del 10 de marzo de Nitro, se anunciaron que los miembros de The Four Horsemen, Chris Benoit, Steve McMichael y Jeff Jarrett conformarian al equipo de Piper. Y el equipo de WCW fue conformado por Luger, Giant, Scott Steiner y Rick Steiner; sin embargo Rick fue atacado antes del partido por la nWo y no pudo competir, dejando al equipo de WCW en desventaja de un solo hombre en el partido.
En el mes de marzo, nWo Sting se unió a nWo Japan en New Japan Pro-Wrestling y comenzó a dividir su tiempo entre NJPW y WCW. Mientras estaba en Japón, comenzó a ganar popularidad y se convirtió en un miembro destacado de nWo Japan, como resultado pasaría más tiempo en Japón formando equipo regularmente con el líder del grupo Masahiro Chono. 
En Uncensored, el Team nWo conformado por Hogan, Nash, Hall y Savage ganó la lucha de equipos. Además de ganar, según una estipulación previa al partido, la nWo obtuvo el derecho de participar por cualquier campeonato de la WCW cuando y donde quisiera. Durante la celebración del nWo después del partido, Sting descendió de las vigas y atacó a los miembros del nWo, indicando su lealtad a la WCW.
Tras el ataque que habia recibido por parte de Savage por el mes de febrero, Diamond Dallas Page regreso y lo reto a una lucha sin descalificacion para Spring Stampede, aceptando Savage el encuentro. Al igual que Page, Rick hizo su regreso uniendose de nuevo con Scott para confrontar al nWo tras el ataque que este recibio el mes pasado, retando a The Outsiders a una lucha por el Campeonato Mundial en Parejas de la WCW, que dias posteriores se confirmo el encuentro. 
En Spring Stampede, el combate que estaba programado por los campeonatos en pareja, se convirtió en una lucha individual entre Kevin Nash y Rick Steiner como resultado de que Scott Hall no se presentó al evento. A Nash se le permitió nombrar un árbitro y eligió a Patrick. Ganando Nash el combate y de esa forma reteniendo sus campeonatos. Después del partido, Nash siguió atacando a Steiner. Patrick cambió de opinión e intentó que Nash se detuviera. Ted DiBiase, también cambió de opinión e intentó, junto con Patrick, hacer que Nash se detuviera. Cuando Nash se negó, tanto Patrick como DiBiase lo abandonaron. Y en el evento principal entre Page contra Savage, Patrick se desempeñó al final como árbitro contando un pin apropiado para Page. Después del combate, Nash salió y atacó a Patrick, y lo expulsó de la nWo. Al finalizar el combate Savage intento atacar a la manager de Page, sin embargo Bischoff se interpuso; y el espectáculo terminó con Savage y Bischoff en una confrontación y ambos se vieron obligados a ser reprimidos por los miembros del nWo. 
Por el mes de abril la nWo empezó a perder a varios de sus miembros, Ted DiBiase abandonó al grupo poco después de Stampede al sentir remordimiento por algunos de los luchadores de la World Championship Wrestling (WCW) que fueron víctimas de los asaltos de nWo. En el episodio del 21 de abril en Nitro, JJ Dillon quien fue nombrado comisionado de la World Championship Wrestling (WCW) durante la suspensión de Bischoff, hizo que Big Bubba Rogers y el Mr. Wallstreet fueran removidos de la nWo debido a que sus contratos no eran legales y, por lo tanto, se vieron obligados a trabajar bajo sus contratos de WCW. 
Mientras se reducía el grupo, Ric Flair hizo su regreso después de varios meses y se unió con Piper, y la estrella invitada de fútbol americano profesional Kevin Greene para lanzarles un reto al nWo para una lucha en Slamboree. Siendo aceptado el reto en las semanas siguientes por el grupo y nombrando a sus tres representantes de la nWo; Nash, Hall y Syxx para el evento. En Slamboree, el evento principal fue la lucha entre el nWo contra Piper, Flair y Kevin Greene; ganando el grupo de Flair al hacer rendir este a Hall con su llave de sumision.   
El 26 de mayo en Nitro, Sonny Onoo queria vengarse de Masahiro Chono después de que este lo traicionó comentando que tenia una sorpresa para el, mas adelante The Great Muta se revelo como la sorpresa para Chono y se pacto una lucha entre ambos, al inicio de la lucha Muta empezó a tener un comportamiento extraño porque no atacaba a Chono, a lo cual Onoo subio al ring para gritarle y se dio cuenta de que Muta lo miraba para posteriormente atacarle, uniendose a Chono asi como al nWo Japan. Tras los eventos ocurridos en Slamboree, Flair y Piper demandaron una oportunidad por los Campeonatos Mundiales en Pareja de la WCW ante The Outsiders en el evento The Great American Bash que se celebraba en Junio. Mas tarde, se anuncio que The Outsiders habian aceptado el reto para el evento. Ademas, Savage reto a Page a una revancha para el mismo evento a una lucha Falls Count Anywhere, aceptando el reto Page en las semanas siguientes. En The Great American Bash, The Outsiders retuvieron los títulos contra Ric Flair y Roddy Piper, y en el evento principal Randy Savage derroto a Page gracias a la interferencia de Hall, al aplicarle a Page su movimiento final.
En el episodio del 28 de junio en Saturday Nitro, Syxx perdio el Campeonato Peso Crucero de la WCW ante Chris Jericho. Ademas, The Steiner Brothers querian una oportunidad por los Campeonatos Mundiales en Pareja de la WCW ante The Outsiders pero estos los rechazaron diciendo que no se merecian tal oportunidad y que si querían tenerla tenían que derrotar al equipo conformado de Masahiro Chono y The Great Muta, aceptando los Steiners la propuesta y pactándose una lucha entre ambos equipos para Bash at the Beach 1997. 
Ante los hechos ocurridos en el evento anterior Diamond Dallas Page confronto a Savage por la interferencia de Hall, mientras le reprochaba Scott Hall le ataco por la espalda y Savage se unió al ataque; a la semana siguiente Page los reto a ambos a una lucha por equipos en Bash at the Beach 1997 y que su compañero de equipo seria revelado en el mismo dia del evento. En el mes de julio, el jugador de baloncesto Dennis Rodman hizo su debut en la lucha libre cuando se asoció con Hogan para enfrentarse a Lex Luger y The Giant en una lucha por equipos en Bash at the Beach 1997.
En Bash at the Beach 1997, The Steiner Brothers derrotaron a The Great Muta y Masahiro Chono, ganando una oportunidad por el Campeonato Mundial en Parejas de la WCW. Mas tarde, antes de su combate contra Savage y Hall, Page anunció que su socio misterioso sería Curt Hennig quien hacia su debut en la WCW; sin embargo la mala comunicación entre ambos les hizo derrotar ante los miembros del nWo, y en el evento principal de Giant y Luger derrotaron a Hogan y Dennis Rodman, luego de que Luger obligo a Hogan a someterse con su llave final.
A la noche siguiente, el 14 de julio en Nitro Konnan a quien apodaron "K-Dogg", también se unió al Nuevo Orden Mundial (nWo) después de que atacó a Rey Mysterio, Jr. mientras que Kevin Nash y el resto del nWo lo miraba. La siguiente semana en Nitro, tras el ataque sufrido a manos de Konnan, Mysterio, Jr. lo reto a una lucha de Combate a muerte mexicano para el evento de Road Wild, aceptando Konnan el reto. Flair tambien inicio un feudo con Syxx lo que llevo a ambos a tener un encuentro programado para Road Wild. Por otra parte, The Steiner Brothers quienes habían ganado su combate en el anterior ppv se les dio su oportunidad por los Campeonatos Mundiales en Pareja de la WCW en Road Wild. Como Luger habia derrotado Hogan en el anterior evento se le dio una oportunidad por el titulo en Road Wild programado para agosto. Sin embargo, Luger eligió usar su oportunidad en el episodio del 4 de agosto de Nitro, cinco días antes del PPV, y derrotó a Hogan para ganar el campeonato asi pactandose una revancha en el evento.  
En Road Wild, Konnan derrotó a Rey Mysterio Jr. por sumisión, mas tarde en esa noche Flair derrotó a Syxx. Los Steiners derrotaron a los Outsiders pero por descalificación, como consecuencia no consiguiendo los títulos en pareja. Y en el evento central, Hogan recuperó el título después de que Dennis Rodman, disfrazado de Sting, golpeara a Luger con un bate de béisbol. 
Después de los eventos ocurridos en Road Wild, la nWo comenzó una rivalidad con The Four Horsemen, marcada por una parodia en la que ellos se burlaban de los miembros del grupo. Los jinetes respondieron desafiando a la nWo a un combate de WarGames en Fall Brawl. Los representantes de ambos equipos se anunciaron entre las siguientes semanas siendo Chris Benoit, Ric Flair, Curt Hennig y Steve McMichael de The Four Horsemen y del Nuevo Orden Mundial (nWo) serian Nash, Syxx, Konnan y Bagwell. Por otro parte, Luger buscaba venganza contra el nwo al igual que Page y ambos se unieron para retarlos a una lucha de pareja sin descalificación siendo respondidos por Savage y Hall; y se anuncio una lucha entre ambos equipos para Fall Brawl.  
En Fall Brawl, Page y Luger derrotaron a Savage y Hall, y en el evento central durante el WarGames Match, Curt Hennig quien  ingresó al partido por los Horsemen en último lugar debido a una aparente lesión en el hombro reveló que su lesión era una artimaña y se volvió contra su equipo para aliarse con el nWo. Los Jinetes se rindieron después de que Nash amenazara con golpear la cabeza de Flair entre la estructura de la jaula con la puerta.
Al día siguiente, el 15 de setiembre en Nitro Hennig lograría derrotar a Steve McMichael para ganar el Campeonato Peso Pesado de los Estados Unidos de la WCW, Flair salió al ring y lo reto por su campeonato en Halloween Havoc. Hall quien había perdido en el anterior ppv contra el equipo de Luger y Page, reto a uno de ellos a una revancha en Halloween Havoc, siendo Luger el que respondería a su reto con la condición de que nombraría a un árbitro especial invitado escogiendo a Larry Zbyszko para su encuentro. El feudo que se había generado entre Randy Savage y Diamond Dallas Page continuo este vez pactándose una lucha entre ambos del último hombre en pie para el evento de Halloween Havoc. Piper quien aun tenia cuentas pendientes con Hogan lo reto a una lucha dentro de una jaula de acero en Halloween Havoc, Hogan acepto el reto pero sin su titulo en juego.
El 13 de octubre en Nitro Nash se lesiona y la nWo invoca las "Reglas de Wolfpac" y nombra a Syxx como campeón en parejas; el mismo día Hall y Syxx pierden los Campeonatos Mundiales en Pareja de la WCW ante The Steiner Brothers y como Bischoff no se encontraba en el poder no pudo hacer nada para devolverlos.
En Halloween Havoc, Flair se vengaria de Hennig atacándolo salvajemente causando su descalificación, por lo tanto Hennig pudo retener su titulo. Mientras que la lucha entre Hall y Luger termino con victoria para este ultimo, ya que Zbyszko al darse cuenta de las interferencias del nWo se puso de lado de Luger y con su ayuda hizo que pierda Hall. Al terminar la lucha Syxx lo empezó a atacar, y dentro de un rato Bischoff y Hall se unieron al ataque y termino con Bischoff pateando a Zbyszko en la cabeza. Mas tarde, en el evento Savage derroto a Page después de que Hogan disfrazado de Sting golpeara a Page con un bate de béisbol y en el evento principal, Piper vencio a Hogan por sumisión. 
En el episodio del 17 de noviembre en Nitro Rick Rude hizo su debut como manager y miembro del nWo. Ante el ataque ocurrido en el anterior ppv Hennig retaría a Flair a una lucha sin descalificación por el Campeonato Peso Pesado de Estados Unidos de la WCW en World War 3, aceptando Flair el reto. Se anunciaría mas tarde que en el mismo evento se celebraría la batalla real, en la que el ganador recibiría una futura oportunidad por el título del Campeonato Mundial Peso Pesado de la WCW.  
En World War 3, Hennig ganó el partido para retener su título y en el evento principal de la batalla real, el campeón mundial de peso pesado de la WCW, Hollywood Hogan, también participó en el combate, quien se unió para evitar que alguien obtuviera la oportunidad por su título. Hall ganó el partido después de que Kevin Nash, disfrazado de Sting, atacara a Giant con un bate de béisbol y lo eliminara antes de eso Hogan se eliminó a sí mismo al huir del ring pensando que era en realidad "Sting".
En el episodio del 24 de noviembre de Monday Nitro, el comentarista Larry Zbyszko irrumpió en el ring después de un anuncio pagado por nWo, solo para que la propaganda cayera del techo mostrando a Eric Bischoff posando sobre él en Halloween Havoc. Bischoff, después de insultar repetidamente a Zbysko, hizo que este finalmente accediera a un partido programado para Starrcade. 
En el episodio del 1 de diciembre de Nitro, Bischoff afirmó que nunca firmó un contrato y que no lucharía a menos que el control de Monday Nitro estuviera en juego, lo que el comisionado de WCW, JJ Dillon, acordó más adelante en el programa. Mas tarde, Diamond Dallas Page desafió a Curt Hennig por el título estadounidense. En el episodio del 8 de diciembre de Nitro, Kevin Nash se declaró a sí mismo el "único y verdadero gigante", menospreció el chokeslam de The Giant como inútil y desafió a Giant a un partido en Starrcade. Momentos después, Giant subió al ring y le dijo a Gene Okerlund que vería a Nash en Starrcade y que traería el chokeslam con él.
En el episodio del 15 de diciembre de Nitro Bret Hart hizo su debut en la World Championship Wrestling (WCW) y declaró que no se uniría a la nWo, pero fue asignado como el árbitro invitado especial para la lucha entre Bischoff y Larry Zbyszko en Starrcade. Y se acordó que si Bischoff ganaba la lucha, la nWo tendría control permanente sobre Nitro, pero si Zbyszko ganaba, permanecería la World Championship Wrestling (WCW). Otro feudo que se genero fue el de Sting quien había mostrado su oposición contra la nWo varios meses atrás, entonces desafió a Hogan a un combate por el título en Starrcade. En el Nitro antes del evento, el nWo se hizo cargo por completo del espectáculo al derribar el set y ahuyentar al equipo de comentaristas de la WCW destruyendo todo lo relacionado con la World Championship Wrestling (WCW) y lo rebautizaron como nWo Monday Nitro. 
En Starrcade, Hall salió y declaró que Nash, no se presentaria y no podía luchar contra The Giant en el evento. Luego, el Giant salió y declaró que si bien entendía por qué Nash estaria ausente, esperaría otra oportunidad para luchar contra Nash y, luego de una confrontación verbal con Hall, le aplico su finisher. Mas adelante en la lucha por el campeonato estadounidense, Page cubrió a Hennig después de un Diamond Cutter ganando el partido y el título. Mas tarde, Zbyszko derrotó a Bischoff por descalificación al colocar Hall una placa de acero en el calzado de Bischoff y este patear a Zbyszko en la cabeza. Y en el evento principal Hogan perdió el título ante Sting. Hogan originalmente cubrió a Sting, pero surgió confusión cuando Bret Hart apareció en el ringside y acusó al árbitro de la lucha de hacer un conteo rápido y reinició el partido con él mismo como árbitro. Hogan luego se rindió al Scorpion Death Lock de Sting, y todo el vestuario de la World Championship Wrestling (WCW) salió a celebrar la derrota de Hogan.
El 29 de diciembre en Nitro, Luger derrotó a Bagwell y luego desafió a Savage a un combate. Luego, Luger le costó a Savage, un combate contra Chris Adams al golpear a Savage con una silla de acero en el episodio debut de Thunder. Más tarde en el programa, se anunció que Luger se enfrentaría a Savage en Souled Out.

#### Disensión: nWo Hollywood y nWo Wolfpac
Poco después de que Hollywood Hogan perdiera el título en Starrcade, la nWo comenzó a mostrar signos de división dentro del grupo. Hollywood Hogan reclamaba que no había sido legal su derrota. En la primera edición de Thunder (programa de los jueves en WCW), Sting tenía que terminar por devolver el Título. Además de que el título quedó vacante, Scott Hall todavía estaba programado para enfrentarse al campeón mundial en SuperBrawl VIII según la estipulación que rodeaba su victoria en la World War III, y esto también tendría que resolverse con el campeonato vacante. Nuevo comisionado de World Championship Wrestling (WCW) Roddy Piper resolvió eso en Souled Out el 24 de enero al declarar que dado que no había ningún campeón al que enfrentarse en SuperBrawl, se enfrentaría al ganador de una segunda lucha Hogan vs Sting en Uncensored en marzo. Más tarde esa noche, la disputa entre Hall y Larry Zbyszko llegó a su fin cuando derrotó a Hall por descalificación cuando Louie Spicolli, que acababa de firmar con World Championship Wrestling (WCW) un mes antes, interfirió. Después del combate, Dusty Rhodes, quien había estado en la cabina de transmisión esa noche y a quien Zbyszko había pedido que fuera al ring con él, se unió a Hall y Spicolli para atacar a Zbyszko y se unió a la nWo, donde sirvió como mentor de Hall.
Cuando Hart hablaba con Mean Gene, Brian Adams apareció. Dijo que ayudaría a Bret contra la nWo. Entonces agarró a Bret y el nWo entró a atacarle. Adams luego relevó una camiseta del nWo, y reveló ser un nuevo miembro. Hollywood Hogan ganó un segundo guardaespaldas cuando Ed Leslie, que había intentado previamente unirse a la nWo en Road Wild en 1996, debutó como un motociclista con barba apenas reconocible apodado "El Discípulo". 
En SuperBrawl Scott Steiner traiciona a su hermano Rick entrega los cinturones de campeonato a Hall y Nash después de la lucha y lo celebró con The Outsiders y Dusty Rhodes, marcando su inducción al nWo. Sin embargo, en el Main Event Hollywood Hogan perdió ante Sting en un combate por el Campeonato Mundial Peso Pesado de la WCW vacante y fue atacado por Macho Man al final del combate y le dejó un spray para que escribiera en la espalda las siglas de World Championship Wrestling (WCW). Después de SuperBrawl, Savage dejó claras sus intenciones y declaró que ya no necesitaba la ayuda de la nWo para ganar luchas, que Hogan había dejado caer el balón y que iba tras Sting para tratar de devolver el campeonato mundial a la nWo. Hollywood Hogan y Savage intentaron competir entre sí en episodios de Nitro y Thunder durante las próximas semanas, lo que llevó a un combate en jaula de acero en Uncensored en marzo que terminó en un no contest. Más temprano esa noche, Hall perdió su lucha por el título ganado en la World War III contra Sting. 
Uno de los momentos cumbre del nWo fue la separación en dos facciones. La brecha entre las diferentes facciones de la nWo se hizo más amplia después de que Syxx, que había estado lesionado desde octubre, fuera liberado de su contrato y enviado a rehabilitación por su alcoholismo en curso. Poco después, Hall fue retirado de la televisión; esto llevó a una confrontación entre Nash, Eric Bischoff y Hogan en el episodio del 26 de marzo de Thunder.
Las diferencias dentro del nWo se hicieron más evidentes cuando Savage y Nash se dieron cuenta de repente de que Hogan solo se estaba cuidando a sí mismo, y el nWo era secundario. Nash se puso del lado de Savage después de que Hogan interfiriera en varios combates de Sting / Nash, no queriendo tener que enfrentarse a Nash para recuperar su título. Nash apoyó a Randy Savage en su búsqueda para derrotar a Sting, pero también acordó unirse a Hollywood Hogan contra el regreso de Roddy Piper y The Giant en un Baseball Bat on a Pole Match. En Spring Stampede, Hogan y Nash derrotaron a Piper y The Giant, pero después del combate Hogan atacó a Nash. Nash luego ayudó a Savage a derrotar a  Sting golpeando una bomba de poder sobre el campeón, lo que le valió a Savage la victoria, el título y la ira de Hogan que salió después del combate argumentando que Savage tenía "su título". Hogan y The Disciple luego atacaron a Nash y Savage para cerrar el espectáculo.
La noche siguiente en Nitro, Hogan lanzó un desafío al nuevo campeón por su título, y el comisionado de la WCW, Roddy Piper, hizo que el combate fuera sin descalificación y dijo que no se permitirían enfrentamientos. Savage y Nash dieron su propio discurso más tarde, donde Nash le dijo a Hogan "que tengas una buena vida" e insinuó que la nWo no iba a estar junta, al menos en su forma actual, cuando terminara la noche.
Al final del partido, mientras Hogan y Savage peleaban en una esquina, The Disciple entró al ring y le dio al árbitro Nick Patrick un rompecuellos. Si bien esto estaba permitido, debido a que la lucha era sin descalificación, también significaba que nadie podía evitar que Hollywood Hogan y Disciple hicieran lo que quisieran con Savage. El Discípulo golpeó a su rematador, El Apocalipsis, en Randy Savage mientras el cinturón estaba sobre su hombro. Justo después de esto, Nash enfurecido cargó hacia el ring para ayudar a Savage. Después de que Nash entró al ring, Eric Bischoff vino corriendo desde atrás y se deslizó dentro del ring para interceptarlo. Después de dejar a Bischoff a un lado, Nash clavó la Jackknife Powerbomb en Hogan. Mientras la lucha aún continuaba, Nash colocó a Randy Savage encima de Hogan y fue a revivir a Patrick cuando Bret entró al ring. Hart recogió el cinturón del título, golpeó a Nash con él, hizo rodar a Hogan sobre Savage y revivió al árbitro para que pudiera contar la caída de Hogan. Aunque Hollywood Hogan fue Campeón Mundial de Peso Pesado de la WCW por cuarta vez y parecía haber tomado las riendas de la nWo nuevamente, los miembros del grupo ahora tendrían que elegir de qué lado estarían: el suyo o el de Nash.
Tras muchos problemas entre Hogan y Nash, este último decide formar una facción (más face) del nWo: el Wolfpac (nWo de color rojo y negro). En el episodio del 4 de mayo de Nitro, Nash, Macho Man y Konnan aparecieron vistiendo camisetas negras con un logo rojo de nWo, en contraposición al conocido logo blanco. Se llamaron a sí mismos nWo Wolfpac (un nombre que Nash había estado usando anteriormente junto con Hall y Syxx para referirse a sí mismos como un trío), y en las semanas siguientes se les unieron Curt Hennig, Miss Elizabeth, Rick Rude y Dusty Rhodes. Wolfpac se convirtió en la primera encarnación de nWo en luchar como faces. El lado de Hogan retuvo los colores blanco y negro del nWo original y tomó el apodo de nWo Hollywood, con Vincent, Eric Bischoff, Scott Steiner, Scott Norton, Brian Adams, Buff Bagwell y The Disciple de su lado.
En Slamboree de mayo, Nash y Hall debían defender el Campeonato Mundial en Parejas de la WCW contra dos de los incondicionales de la WCW, Sting y The Giant. Sin embargo, The Giant se unió a nWo Hollywood poco antes de Slamboree como represalia por el hecho de que Nash lo hiriera en Souled Out en enero. A pesar de esto, The Giant mantuvo su alianza con Sting, pero sugirió enfáticamente que Sting tenía que tomar una decisión en términos de su lealtad. En Slamboree, Hall regresó a la WCW con los colores de Wolfpac para la defensa del título de the Outsiders. Durante el partido, sin embargo, él (junto con Rhodes) se volvió contra Nash al golpearlo con el cinturón del título, lo que le dio la victoria al equipo de Sting y The Giant. La noche siguiente en Nitro, Hall fue presentado como el miembro más nuevo de nWo Hollywood.
En el episodio del 25 de mayo de Nitro, Giant y Brian Adams llamaron a Nash. Éste sale y es atacado. El resto del Wolfpac sale a ayudarle, y entre ellos Lex Luger quien se unio al grupo, instó a su amigo Sting a unirse a él. Sin embargo, nWo Hollywood hizo su propio esfuerzo para cortejar a Sting. Sting reveló su decisión sobre el Nitro de la semana siguiente, engañando a Hogan haciéndole creer que se uniría a su lado, luego se volvió hacia él y se quitó la camiseta blanca y negra que llevaba para revelar una roja y negra debajo. Como parte de su incorporación al Wolfpac, Sting comenzó a pintarse la cara de rojo y negro en lugar de la pintura facial de estilo "Cuervo" en blanco y negro que había estado usando desde 1996. En The Great American Bash, Wolfpac perdió a dos miembros cuando Hennig y Rick Rude se volvieron contra Konnan luego de una derrota y se unieron a nWo Hollywood. Sin embargo, no fue una pérdida total para los rojos y negros, ya que Sting derrotó a Giant en un partido individual por el control del Campeonato Mundial en Parejas de la WCW que quedó vacante. La noche siguiente en Nitro, Sting eligió a Nash como su compañero de equipo y los dos comenzaron a defender los títulos.
En otro movimiento impactante, la Miss Elizabeth desertó de Savage (y Wolfpac) y se unió a nWo Hollywood durante una promoción impactante (que incluyó un beso en pantalla con Bischoff) en el episodio del 8 de junio de Nitro. En el episodio del 15 de junio de Nitro, Randy Savage tuvo un combate en jaula de acero contra Diamond Dallas Page (que contó con Piper como árbitro invitado especial, y vio a los tres hombres en el extremo receptor de un ataque de nWo Hollywood al final del combate). Este ataque, que resultó en una "lesión en la rodilla" causada por una silla en su rodilla, sería el ángulo de la historia para sacar a Randy Savage de la televisión, y luego tomaría un descanso de la compañía para recuperarse de al menos dos cirugías importantes de rodilla. (esta fue su última aparición con Wolfpac)
Mientras tanto, surgió un nuevo contendiente por el campeonato de Hogan: el novato invicto y campeón de peso pesado de los Estados Unidos Goldberg, quien había logrado una impresionante racha de victorias. En el episodio del 2 de julio de 1998 de Thunder, Goldberg obtuvo un combate por el título contra Hogan para el episodio del 6 de julio de Nitro. Sin embargo, Hogan cambió de opinión y obligó a Goldberg a luchar contra Hall para ganar su combate por el título. Goldberg derrotó a Hall y luego superó a Hollywood Hogan en el evento principal para ganar su primer Campeonato Mundial Peso Pesado de la WCW. Después de su derrota ante Goldberg, Hogan centró su atención en los combates de celebridades durante los siguientes dos meses, luchando en dos combates por equipos en Bash at the Beach y Road Wild. Hogan ganó el primer partido con Dennis Rodman sobre Diamond Dallas Page y Karl Malone. El segundo combate fue la culminación de una historia que involucró varias parodias de Tonight Show en las que Jay Leno se burló de Hogan, lo que resultó en que Hollywood Hogan y Eric Bischoff se hicieran cargo del programa y Diamond Dallas Page viniera a salvar el día Hogan y Bischoff perdieron ante Page y Leno gracias a la interferencia de Kevin Eubanks.
Mientras tanto, la disputa entre Hall y Nash continuó mientras Nash continuaba defendiendo su mitad del campeonato en parejas con Sting. En el episodio del 20 de julio de Nitro, Hall y Giant desafiaron a los campeones a un combate por los títulos por equipos. Al final del combate, Bret, que había estado peleando con Sting durante las últimas semanas, salió en un intento de atacar a Sting. Sting tiró a Hart al suelo y se subió al tensor para burlarse de él, pero el lapso momentáneo en la concentración le permitió a Hall inmovilizar a Sting para ganar el Campeonato Mundial en Parejas de la WCW de vuelta al blanco y negro. nWo Hollywood agregó un nuevo miembro a sus filas en el episodio del 24 de agosto de Nitro cuando Stevie Ray se une al stable. Unas semanas más tarde, perdieron a un miembro cuando The Disciple se unió oficialmente a OWN de The Warrior en el episodio del 21 de septiembre de Nitro después de haber sido "secuestrado" por The Warrior en las semanas anteriores.
La disputa entre Hall y Nash culminó en un combate individual en Halloween Havoc en octubre, donde Hall obtuvo una victoria por conteo después de que Nash dejó el ring. Nash declaró más tarde que no le importaba ganar el partido, solo quería a su amigo de regreso. Esa misma noche, Hogan derrotó a The Warrior cuando el sobrino de Hogan, Horace, interfirió y se unió a nWo Hollywood. Bret derrotó al miembro de Wolfpac, Sting, dejándolo fuera de combate durante unos 6 meses. (esta fue la última aparición de Sting con nWo Wolfpac)
En la World War III, nWo Hollywood atacó a Scott Hall y lo echó del grupo por faltarle el respeto a Hogan y Bischoff unas semanas antes. Kevin Nash ganó la batalla real de 60 hombres y ganó una oportunidad por el Campeonato Mundial Peso Pesado de la WCW contra el aún invicto Goldberg. En el episodio de Acción de Gracias de The Tonight Show con Jay Leno, el líder de nWo Hollywood, Hollywood Hogan, anunció su retiro de la lucha libre profesional y Scott Steiner asumió el papel de liderazgo en la facción nWo Hollywood. En el episodio del 30 de noviembre de Nitro, Dusty Rhodes fue designado, por Bischoff, para ser "árbitro invitado especial" durante la lucha entre Barry Windham vs Dean Malenko más tarde esa noche, pero durante el combate Rhodes se volvió contra Windham & Bischoff y abandonó el nWo para siempre (lo que resultó en que kayfabe lo despidiera por Bischoff). En Starrcade, Nash le dio a Goldberg su primera derrota y ganó el Campeonato Mundial Peso Pesado de la WCW. Hall interfirió en la lucha y sorprendió a Goldberg con una pistola Taser, incapacitándolo el tiempo suficiente para que un Nash inconsciente golpeara el Jackknife Powerbomb y anotara la victoria.
En el primer Nitro después de Starrcade (episodio del 28 de diciembre), el evento principal sería entre el presidente de WCW / nWo Eric Bischoff y el jugador franquicia de WCW Ric Flair. Esto fue después de meses de peleas y semanas de exigir un combate contra Bischoff por la presidencia de la empresa. Flair declaró que renunciaría a todas sus posesiones si perdía. El combate fue hecho por Bischoff, quien creía que Flair no podría competir después de que sufriera un ataque cardíaco en Kayfabe durante una promoción. Ric Flair, a pesar de la interferencia de Giant (que condujo al impactante regreso de Savage, quien sorprendentemente ayudó a Flair y renunció a la nWo para siempre) derrotó a Bischoff en la lucha para convertirse en presidente de la WCW durante 90 días, y Bischoff fue relegado a su antigua posición como comentarista en directo. El final del partido simbolizó un nuevo comienzo para la World Championship Wrestling (WCW) de cara a 1999 y parecía ser la posible conclusión de la historia de nWo.

#### nWo Wolfpac Elite y nWo B-Team
Cuando comenzó 1999, las facciones divididas de nWo estaban encabezadas por el campeón mundial y líder de Wolfpac Nash, quien estaba descontento con las acciones de Scott Hall en Starrcade, y Scott Steiner, quien se había hecho cargo de nWo Hollywood luego del retiro de Hollywood Hogan en noviembre. En el primer Nitro del año nuevo (episodio del 4 de enero), que tuvo lugar en el Georgia Dome de Atlanta, Nash y Goldberg estaban programados para enfrentarse en una revancha de Starrcade como Nash había prometido en el episodio del 28 de diciembre de Nitro. Sin embargo, nWo Hollywood acusó a Goldberg siendo detenido por culpa de Elisabeth el fue arrestado y sacado de la arena esposado. Más tarde esa noche, Hogan regresó a la WCW por primera vez desde noviembre de 1998 y fue desafiado por el campeón reinante. Hollywood Hogan aceptó la solicitud de Nash (ocupando el lugar de un detenido Goldberg), Nash entra con Scott Hall y Hogan entra con Scott Steiner. En el combate, después de que sonó la campana para comenzar la pelea, Hogan toca con un dedo a Nash en el pecho y este se cae. Hogan cubrió a Nash para la victoria y se convirtió en campeón nuevamente. Después de la victoria, Hogan celebró en el ring con Nash, Hall y Steiner, los 4 hombres se abrazan en el ring revelando que todo era una conspiración y que nWo se había reunido bajo lo que se conocería como la etiqueta nWo Wolfpac Elite. 
Goldberg entra y Lex Luger también para parar el ataque del nWo a Bill, pero Lex ataca a Goldberg y se mantiene fiel al nWo Elite. Ahora, el Wolfpac es el grupo de elite del nWo, formado por Hollywood Hogan, Scott Hall, Nash, Scott Steiner, Lex Luger, Konnan, Buff Bagwell, Eric Bischoff y Miss Elizabeth. Sin embargo, mientras eran parte de la nueva "nWo Wolfpac Elite", los luchadores de cartelera en la nWo The Giant, Curt Hennig, Horace Hogan, Stevie Ray, Brian Adams, Scott Norton y Vincent todavía estaban en los colores Black & White de nWo Hollywood y nunca fueron asimilados oficialmente de nuevo al grupo.
El nWo Wolfpac Elite rápidamente comenzó a "recortar la grasa" eliminando por completo a algunos chicos del nWo recién reunido primero fue Konnan después de que Lex Luger lo traiciona dejando al nWo y segundo fue el The Giant que perdió una lucha contra Nash (de retiro del nWo), tras la cual se fue a WWF en el episodio del 11 de enero de Nitro; y luego Hennig fue expulsado en el episodio del 25 de enero de Nitro. Además, finalmente Disco Inferno fue admitido en el nWo Wolfpac Elite. Las sustracciones de The Giant y Hennig del nWo "blanco y negro" dejaron a un grupo efímero etiquetado irónicamente como el nWo B-Team por fanáticos y comentaristas. Este "B-Team" fue un elemento básico de la programación de WCW durante 1999, y oficialmente estaba formado por Stevie Ray, Brian Adams, Vincent, Horace Hogan y Scott Norton. Stevie Ray finalmente se convirtió en su líder después de ganar un combate de Battle Royal de 4 hombres en el episodio del 5 de abril de Nitro (Norton no estuvo presente en este combate).

#### Fin del nWo en WCW
El nWo reunido no duró mucho para ninguna de las facciones. El nWo Wolfpac Elite disfrutó del éxito inicial con Hollywood Hogan como Campeón Mundial de Peso Pesado de la WCW, Scott Steiner como Campeón Mundial de Televisión y Scott Hall como Campeón de Peso Pesado de Estados Unidos. Sin embargo, fueron destrozados por las lesiones cuando el pie de Hall fue accidentalmente retrocedido por un automóvil y lo dejaron en el estante (y posteriormente fue despojado del título), mientras que Lex Luger sufrió un desgarro en el bíceps y, como resultado, él y Miss Elizabeth abandonaron el nWo Elite y se aliaron con Sting, Hogan perdió el Campeonato Mundial de Peso Pesado de la WCW en un combate en jaula de acero con alambre de púas de First Blood en Uncensored ante Ric Flair y Steiner perdió el Campeonato Mundial de Televisión ante Booker T después de que Buff Bagwell lo clavara accidentalmente con una silla. Poco después, Steiner lo golpeó y lo echó del grupo. Scott se reunió más tarde con su hermano Rick, quien interfirió en nombre de Scott Steiner durante su lucha contra Buff Bagwell en Slamboree en mayo de 1999.
Un mes antes, Hogan sufrió una lesión grave durante un combate fatal a cuatro bandas (con Page, Flair y un Sting pintado de blanco que regresó con Randy Savage como árbitro invitado especial) en Spring Stampede por el Campeonato Mundial Peso Pesado de la WCW que ganó Diamond Dallas Page, y estuvo fuera de acción durante tres meses. Nash luego comenzó una rivalidad con Page, a quien culpó de causar la lesión de Hogan, y lo derrotó por el Campeonato Mundial Peso Pesado de la WCW en Slamboree. Scott Steiner se vio obligado a hacer una pausa debido a una lesión en la espalda y fue despojado del Campeonato de Peso Pesado de los Estados Unidos. Otros miembros menores incluyeron Disco Inferno dejando también el nWo Elite, mientras que David Flair y su valet Samantha fueron retirados silenciosamente de la televisión luego de la pérdida del título de Hogan en Uncensored.
Sin embargo, en ese momento, el nWo Wolfpac Elite se había derrumbado y ya no tenía ninguna importancia en la World Championship Wrestling (WCW). A medida que avanzaba el año, los miembros de nWo Black and White (B-Team) lentamente comenzaron a distanciarse unos de otros. Stevie Ray dejó el grupo en julio para reformar Harlem Heat con su hermano Booker T. Brian Adams fue expulsado del grupo en el episodio del 16 de agosto de Nitro y desapareció de la programación de WCW por algún tiempo, finalmente formando un equipo con Bryan Clark llamado KroniK. Scott Norton dejó WCW por completo después del episodio del 30 de septiembre de Thunder y regresó a Japón. Vincent dejó el grupo y se unió a The West Texas Rednecks junto con los ex compañeros de nWo Curt Hennig y Barry Windham, cambiando su nombre a "Curly Bill" y más tarde a " Shane ". Horace Hogan se iría tranquilamente por su cuenta después de todo esto siendo después despedido.
El único que quedaba en pie del nWo era Kevin Nash. De hecho, Steiner salía con la música del nWo Elite un tiempo, pero ya no se podría decir que tuviese vinculación alguna. Nash llevó por un tiempo el nombre de nWo pese a que el grupo ya estaba acabado. Antes de que Horace fuese despedido, fue atacado por Nash. Esto no gustó nada a Hollywood Hogan. Hogan y Nash también entraron en una disputa antes del final del verano. Nash perdió el Campeonato Mundial Peso Pesado de la WCW en un combate por equipos en Bash at the Beach en julio, enfrentándolo a él y a Sting contra Sid Vicious y Randy Savage cuando Savage lo inmovilizó. La noche siguiente, Hogan regresó a Nitro y aceptó un desafío de Savage por el campeonato; Nash interfirió golpeando un Jacknife Powerbomb en Randy Savage y le dio la victoria a Hogan, pero la semana siguiente Kevin Nash atacó a Hogan durante un combate con Vicious y se alineó con Vicious y Rick Steiner. De hecho, Hollywood dejaba que Hulk Hogan volviese a ver la luz para ir contra Nash. Durante las siguientes semanas, Hogan y Nash, junto con Vicious y Steiner (del lado de Nash) y Sting y un Goldberg que regresaba (del lado de Hogan) se pelearon entre sí, culminando en un partido en Road Wild, donde Hogan arriesgó su título y su carrera contra la carrera de Nash. Hogan regresó a su atuendo rojo y amarillo en Nitro poco antes del evento y ganó el partido, lo que obligó a Kevin Nash a retirarse y el nWo moría definitivamente.

#### nWo 2000
A finales de diciembre de 1999, inicios del 2000, Nash, Hall, Jeff Jarret y Hart reformaron el nWo del 2000, esta vez con los colores negro y plateado. Jeff Jarrett a menudo estaba acompañado por las chicas del nWo (Midajah, Tylene Buck, April Hunter y Pamela Paulshock). Hall, Nash y Jeff Jarret interfirieron en nombre de Hart en su combate con Goldberg, lo que provocó que Hart ganara el vacante Campeonato Mundial Peso Pesado de la WCW. Después de que Goldberg se lesionara accidentalmente rompiendo el parabrisas de la limusina de la nWo. Sid Vicious, Chris Benoit y Terry Funk se pelearon con la nWo del 2000. Scott Steiner regresó y se reincorporó al grupo después de atacar a Vicious y más tarde sería acompañado por las chicas del nWo al ring. Los hermanos Harris (Don y Ron) actuaron como guardaespaldas de la nWo antes de unirse al grupo. Como miembros de nWo, los hermanos Harris (Don y Ron) se convertirían en dos veces Campeones de Parejas de WCW. Hart se vio obligado a dejar vacante el Campeonato Mundial Peso Pesado de la WCW y se tomó una pausa de la World Championship Wrestling (WCW) a mediados de enero debido a una lesión sufrida en un combate con Goldberg en Starrcade 1999. En el siguiente PPV, Souled Out, Kevin Nash derrotó a Funk para convertirse en comisionado de la WCW, pero su reinado se vio truncado después de sufrir una fractura de tobillo y tuvo que retirarse de la World Championship Wrestling (WCW) por un tiempo. Jeff Jarret ganó una oportunidad por el título frente al nuevo campeón mundial de peso pesado de la WCW, Sid Vicious en SuperBrawl 2000. Sin embargo, Jarrett también tuvo un feudo con su compañero de nWo Scott Hall después de que Hall intentara derrotar a Vicious y ganar el título él mismo. El combate en Superbrawl se cambió a un combate de triple amenaza entre Hall, Jarrett y Vicious. Vicious ganó la lucha y Scott Hall dejó la WCW para siempre. Jeff Jarret enfrentó a Vicious por el título nuevamente en Uncensored pero perdió. Con el regreso de Eric Bischoff y Vince Russo en abril, la nWo se desmanteló por completo y; Jarrett, Steiner y los hermanos Harris se unieron a The New Blood, mientras que Nash se unió a The Millionaire's Club.

### World Wrestling Federation
En el año 2001, Vince McMahon sorprendió a todos comprando los derechos de la World Championship Wrestling y de la Extreme Championship Wrestling, en el 2002, tras hacer el muy conocido feudo llamado la Invasión de luchadores de WCW y ECW, volvió a traer el New World Order original como matones contratados en un intento de "matar" a WWF para que McMahon no tuviera que compartir el poder con el nuevo copropietario de WWF Kayfabe, Ric Flair. Hollywood Hogan, Scott Hall y Kevin Nash aparecían en el PPV No Way Out para hacer un anuncio oficial. Querían agradecer a Vince McMahon su oportunidad de volver a los rings como nWo. Comenzaron apuntando a las dos estrellas más importantes de la compañía,  Stone Cold Steve Austin y The Rock. Esta rivalidad llevó a Scott Hall a enfrentarse a Austin y Hogan a The Rock en WrestleMania X8 (en luchas que Hall y Hogan perdieron). Como resultado de que Hollywood Hogan le estrechó la mano a The Rock y obtuvo una respuesta positiva de la multitud después de su combate en WrestleMania, se volvió y comenzó a pelear con Hall y Nash, con The Rock y Kane a su lado en ocasiones. Hall y Nash luego trajeron al ex miembro de nWo X-Pac en el episodio del 21 de marzo de 2002 de SmackDown! en Ottawa, Ontario. 
El 25 de marzo, el nWo (ahora compuesto por Nash, Hall y X-Pac) fue seleccionado por Ric Flair para la marca Raw a pesar de rivalizar contra ellos. Durante las siguientes dos semanas, la nWo se peleó con Kane hasta que X-Pac lo atrajo detrás del escenario y lo puso fuera de combate al aplastarle la cabeza con una silla. Después de esto, Kevin Nash fue suspendido por atacar a Kane en la historia para recuperarse de su bíceps lesionado. X-Pac comenzaría a usar la máscara de Kane, burlándose de él por el hecho de que lo dejó fuera de acción. Bradshaw, que había acudido en ayuda de Kane, luchó contra Scott Hall en Backlash, que Hall ganó con la ayuda de X-Pac. Big Show se reincorporó a nWo en el episodio del 22 de abril de Raw cuando Flair lo asoció con Stone Cold Steve Austin, a quien Big Show chokeslamó. 
Poco después, Flair se unió al nWo cuando atacó a Stone Cold Steve Austin con una silla y Scott Hall fue expulsado del grupo y despedido de Raw por "dejar caer repetidamente la pelota" sobre Austin. En realidad, Hall había pedido su liberación por razones personales. A falta de miembros, Ric Flair reclutaría a Booker T y continuó su enemistad con Austin. Austin derrotó a Big Show y Flair en un Handicap Match en Judgment Day. Booker T estaba ahora en el grupo, su compañero Goldust intentó y falló muchas veces para ingresar, y el resto de los miembros (X-Pac y Big Show) se sintieron frustrados con Booker T. Con Kevin Nash regresando e intentando reconstruir el nWo, trajo a Shawn Michaels a la facción en el episodio del 3 de junio de Raw. Michaels luego literalmente " echó " a Booker T del nWo una semana después. Michaels, en medio de un retiro de cuatro años de la lucha libre profesional, se convirtió en el primer miembro de nWo que nunca había luchado en WCW. 
El 8 de julio, Michaels anunció que invitaba a unirse a la nWo a Triple H, quien tendría dos semanas para responder a la invitación. El mismo día, Kevin Nash regresó a la acción en Raw, formando equipo con Eddie Guerrero, X-Pac, Big Show y Chris Benoit para enfrentarse a Booker T, Goldust, Bubba Ray Dudley, Spike Dudley y Rob Van Dam. Segundos después de ingresar por primera vez, Nash se rompió el cuádriceps después de darle una gran bota a Booker T, lo que lo puso de nuevo en la lista de lesionados. En el siguiente Raw el 15 de julio, Vince McMahon salió al ring a la entrada del nWo e hizo el anuncio de que el grupo se disolvió oficialmente cuando Eric Bischoff se convirtió en Gerente General de Raw. Posteriormente, la historia de nWo se detuvo y los miembros restantes se separaron. Shawn Michaels regresó a la competencia activa en unas semanas, Big Show finalmente fue cambiado a SmackDown! marca y X-Pac fue liberado de su contrato.

### Apariciones esporádicas
El 11 de agosto de 2014, el grupo original tuvo un reencuentro, celebrando el cumpleaños de Hulk Hogan, al cual asistieron sus excompañeros Kevin Nash y Scott Hall junto con otras leyendas, Hall y Nash preguntaron al público cuales eran los colores que querían que Hogan vistiese esa noche, la respuesta más favorable del público fue blanco y negro, por lo que Hogan rompió su camisa de color amarillo con rojo para mostrar otra camisa de colores blanco y negro, pero a la mitad del canto de felicitación apareció Brock Lesnar arruinando la ceremonia de y a la vez retando a Hogan, después John Cena llegó para ahuyentar a Lesnar.
En el episodio del 19 de enero de 2015 de Raw, X-Pac, Scott Hall y Kevin Nash salieron para un segmento de encuesta. Fueron interrumpidos por The Ascension, quienes fueron derrotados por nWo, The APA y New Age Outlaws. El 29 de marzo, interfirieron en la lucha de Triple H contra Sting en WrestleMania 31 para ayudar a su rival de mucho tiempo Sting y atacar a D-Generation X quienes ayudaban a Triple H. Shawn Michaels luego se unió al lado de Triple H, volviendo el partido a su favor, y Triple H ganaría el partido.
El 7 de abril de 2019 en WrestleMania 35, Nash y Hall aparecieron como médicos durante un segmento detrás del escenario con Alexa Bliss, Michael Che y Colin Jost. El 22 de julio de 2019, durante WWE Raw Reunion, Hall y Nash aparecieron como ayuda para Seth Rollins y D-Generation X para enfrentarse a AJ Styles y The Good Brothers. El stable fue inducido al WWE Hall Of Fame en la clase de 2020 contando con la presencia de Hulk Hogan, Kevin Nash, Scott Hall y X-Pac. Hogan, Hall, Nash y X-Pac aparecieron en WrestleMania 37 (la noche después de la inducción del grupo en el Salón de la Fama de la WWE) en un segmento detrás del escenario con Bayley y Titus O'Neil.

### Fuera de la WWE
El nWo apareció en un programa de Heavy on Wrestling (HOW) el 18 de agosto de 2018 durante un partido entre X-Pac y Arik Cannon contra Darin Corbin y Ryan Cruz. Cerca del final del partido, Scott Hall y Kevin Nash incorporaron a Cannon como el primer miembro nuevo de la nWo en casi una década con Eric Bischoff apareciendo en el evento. El 19 de octubre de 2018, la nWo (Buff Bagwell, Scott Norton y Syxx) compitió contra No New Friends en el evento Glory Pro Wrestling #Unsanctioned. El nWo original (Scott Hall, Hogan y Kevin Nash) se reunió en el 2Sweet nWo Reunion Tour en Orlando el 27 de octubre de 2018. En Uncasville, Connecticut, el Nuevo Orden Mundial celebró su espectáculo de reunión en el Mohegan Sun Arena el 2 de marzo de 2019.

## Miembros
Cada uno de los siguientes luchadores han sido, en algún momento, miembros oficiales del New World Order (nWo):

### New World Order (nWo) 1996 - 1997
| - Hollywood Hogan - Kevin Nash - Scott Hall - Eric Bischoff - The Giant (The Big Show) - Syxx (X-Pac) - Scott Steiner - Ted DiBiase, Sr. - Randy Savage | - Miss Elizabeth - Dusty Rhodes - Curt Hennig - Konnan - Buff Bagwell - Dennis Rodman - Rick Rude - nWo Sting | - Scott Norton - Big Bubba Rogers - V.K.Wallstreet - Nick Patrick - Vincent - Louie Spicolli - Brian Adams - The Disciple |

### nWo Japan 1996 - 2000
| - Masahiro Chono - The Great Muta - Hiroyoshi Tenzan - Hiro Saito | - Satoshi Kojima - Scott Norton - nWo Sting - Buff Bagwell | - Michael Wallstreet - Brian Adams - Big Titan |

### nWo Hollywood 1998 - 1999
| - Hollywood Hogan - Scott Steiner - Eric Bischoff - The Giant - Scott Hall - Bret Hart (asociado) | - The Disciple - Curt Hennig - Stevie Ray - Scott Norton - Buff Bagwell - Brian Adams | - Rick Rude - Dusty Rhodes - Miss Elizabeth - Horace Hogan - Vincent - Dennis Rodman |

### nWo Wolfpac 1998 - 1999
| - Kevin Nash - Randy Savage - Konnan - Sting - Lex Luger | - Curt Hennig - Miss Elizabeth - Rick Rude - Dusty Rhodes - Scott Hall |

### "nWo Wolfpac Elite" 1999
También conocido como "nWo Elite"
| - Hollywood Hogan - Kevin Nash - Scott Hall - Scott Steiner - Lex Luger - Buff Bagwell | - Eric Bischoff - Disco Inferno - Miss Elizabeth - Konnan - David Flair - Samantha |

### nWo "B–Team" 1999
También conocido como 'nWo Black & White'
| - Stevie Ray - The Giant - Curt Hennig - Scott Norton | - Brian Adams - Horace Hogan - Vincent |

### nWo 2000 (1999 - 2000)
| - Bret Hart - Jeff Jarrett - Kevin Nash - Scott Hall - Scott Steiner - Ron Harris | - Don Harris - Midajah - Tylene Buck - April Hunter - Pamela Paulshock |

### nWo (Encarnaciones en la WWE)
Había muchas encarnaciones del nWo en la WWE que incluye:
1.ª Encarnación
- Hulk Hogan - expulsado después de cambiar a face.
- Kevin Nash
- Scott Hall
- Vince McMahon - Trajo al nWo en la WWF y apareció a su lado en los feudos contra Rock y Austin, que se acercó a WrestleMania X8. Tenía poco que ver con el grupo después de ese tiempo, aunque después de la lesión de Kevin Nash, McMahon entró al ring en el siguiente RAW para una entrevista para el tema nWo y luces de entrada. Dijo que estaba haciendo para darle a los fans nWo una despedida para el grupo, con Flair ya no ser dueño de ninguna parte de la WWE y McMahon de nuevo en control total de su compañía, que estaban "ya no son necesarios". También, aunque no jugó durante la tenencia de la WWE del grupo, un 1996 pleito entre las WWF y WCW afirma que la WCW fue retratar al nWo como está organizada por Vince McMahon. McMahon siquiera insinuado esto durante el preludio de la Invasión de 2001 de la WCW, cuando se refirió "superestrellas cierta" ayudándole en la derrota de la WCW.

2.ª encarnación
- Kevin Nash
- Scott Hall - Fue despedido después de un incidente en un viaje en avión desde Europa.
- X-Pac - sustituyó a Hulk Hogan.

3.ª encarnación
- Kevin Nash
- X-Pac
- Big Show - Se unió después de traicionar a su compañero de marca, Steve Austin, en una lucha contra el nWo.
- Booker T - Se unió después de que Ric Flair anunciará que él era el miembro más reciente. Expulsado (literalmente) por Shawn Michaels.

4.ª encarnación
- Kevin Nash
- X-Pac
- Big Show
- Shawn Michaels
- Ric Flair - Después de hacer su segundo a más tardar el talón de ejecución mediante la activación de Austin, Flair comenzó a ayudar al nWo y viceversa. Flair incluso hizo Booker T un miembro, pero Flair nunca se mencionó a formar parte del grupo.

## Spinoffs y parodias
- D-Generation X

Un popular equipo que debutó durante la Attitude Era de la World Wrestling Federation. Muchos fans dijeron que la DX era una parodia o una respuesta al nWo que la WWF intentaba emular para ganar más audiencia. Muchos se fijaron en que cada uno tenía su versión DX (Triple H era Scott Hall, Shawn Michaels era Kevin Nash) eran en la vida real amigos. Históricamente, DX oficialmente estaba compuesto por Triple H, Michaels, Chyna, Rick Rude, X-Pac y los New Age Outlaws.
- bWo (Blue World Order)

Stevie Richards, Nova y The Blue Meanie respondieron al nWo en la ECW. El grupo era una parodia del nWo y sus colores del logo eran azul y blanco en vez de negro y blanco.
- LWO (Latino World Order)

Después de que Eddie Guerrero tuviera conflictos reales con WCW en torno a una storyline, formó la Latino World Order, o "LWO". El grupo consistía en que cada latino que formara parte de la WCW se uniera para demostrar que la lucha latina era superior a cualquier otra y debía sobresalir en todo el mundo.
Estos ideales provenían de la famosa facción de Los Gringos locos, y Konnan los usaría como base para formar lo que más tarde seria LLL, LAX o La legión extranjera.
- oWn (One Warrior Nation)

El grupo de The Warrior, la One Warrior Nation, volteaba las letras del acrónimo de nWo y se inició con la llegada de Warrior a WCW. La nueva facción solo llegó a tener dos miembros - siendo el otro miembro el asociado de Hulk Hogan y amigo de la vida real del Warrior, The Disciple, a quien Warrior supuestamente había lavado el cerebro. La oWn fue olvidada luego de que Warrior no llegara a un acuerdo con WCW sobre su paga dando como consecuencia que no se volviera a hablar del grupo.
- J.O.B. Squad

La J.O.B. Squad fue una facción en la World Wrestling Federation que parodiaba al nWo. El logo y el lema ("1-2-3-4-life") de J.O.B. Squad fueron también parodias del nWo.
- Dynamite World Order

El Dynamite World Order fue un grupo formado en 1996 por luchadores que habían abandonado a Slammers Wrestling Federation. Siendo sus líderes las futuras estrellas de Xtreme Pro Wrestling, "Dynamite D" Darren McMillan y Tim "Damien Steele" Fisher, que - estando fuera de kayfabe - atormentaban el ring de Slammers Wrestling Federation pasando por encima de la SWF and y su promotor, Verne Langdon. Esta facción fue una pieza clave en la formación de Xtreme Pro Wrestling.
- pWo (Pussy World Order)

Una facción formada en Women's Extreme Wrestling (alias "Women's Erotic Wrestling"), promoción con base en Filadelfia (Pensilvania) siendo agrupada en su totalidad por mujeres. La pWo fue el primer gran push de una storyline "categoría x" en la WEW, y vio a varias estrellas porno como Taylor St. Clair, Angelica Sin, Keri Windsor y Aria Giovanni - "invadiendo" WEW. Stephanie Bellars alias George Frankenstein fue agregada más tarde en este grupo.

## Campeonatos y logros
- New Japan Pro Wrestling/NJPW
  - IWGP Heavyweight Championship (3 veces): Masahiro Chono (1 vez), Scott Norton (1 vez) y The Great Muta (1 vez)
  - IWGP Tag Team Championship (3 veces): Masahiro Chono y The Great Muta, (1 vez), Masahiro Chono y Hiroyoshi Tenzan, (1 vez) y Hiroyoshi Tenzan y Satoshi Kojima (1 vez)
  - Super Grade Tag League (1997) – Masahiro Chono y The Great Muta
  - Super Grade Tag League (1998) – The Great Muta y Satoshi Kojima
  - G1 Tag League (1999) – The Great Muta y Scott Norton

- World Championship Wrestling
  - WCW World Heavyweight Championship (9 veces): Hollywood Hogan (5 veces), Randy Savage (1 vez), Kevin Nash (2 veces) y Bret Hart (1 vez)[3]
  - WCW United States Heavyweight Championship (6 veces): Curt Hennig (1 vez), Scott Hall (1 vez), Lex Luger (1 vez), Scott Steiner (1 vez) y Jeff Jarrett (2 veces)[4]
  - WCW World Television Championship (2 veces): Scott Steiner (1 vez) y Konnan (1 vez)
  - WCW Cruiserweight Championship (1 vez): Syxx
  - WCW World Tag Team Championship (11 veces)- Kevin Nash y Scott Hall, (6 veces), Sting y The Giant, (1 vez), Sting y Kevin Nash, (1 vez), Scott Hall y The Giant (1 vez) y The Harris Brothers (2 veces)
  - WCW World War 3 (3 veces)
    - The Giant (1996)
    - Scott Hall (1997)
    - Kevin Nash (1998)

- World Wrestling Entertainment/WWE
  - WWE Hardcore Championship (1 vez) – Big Show
  - Hall of Fame (2020) – Hogan, Hall, Nash, y Waltman

- Wrestling Observer Newsletter
  - Best Gimmick (1996)